# Slakkenrace

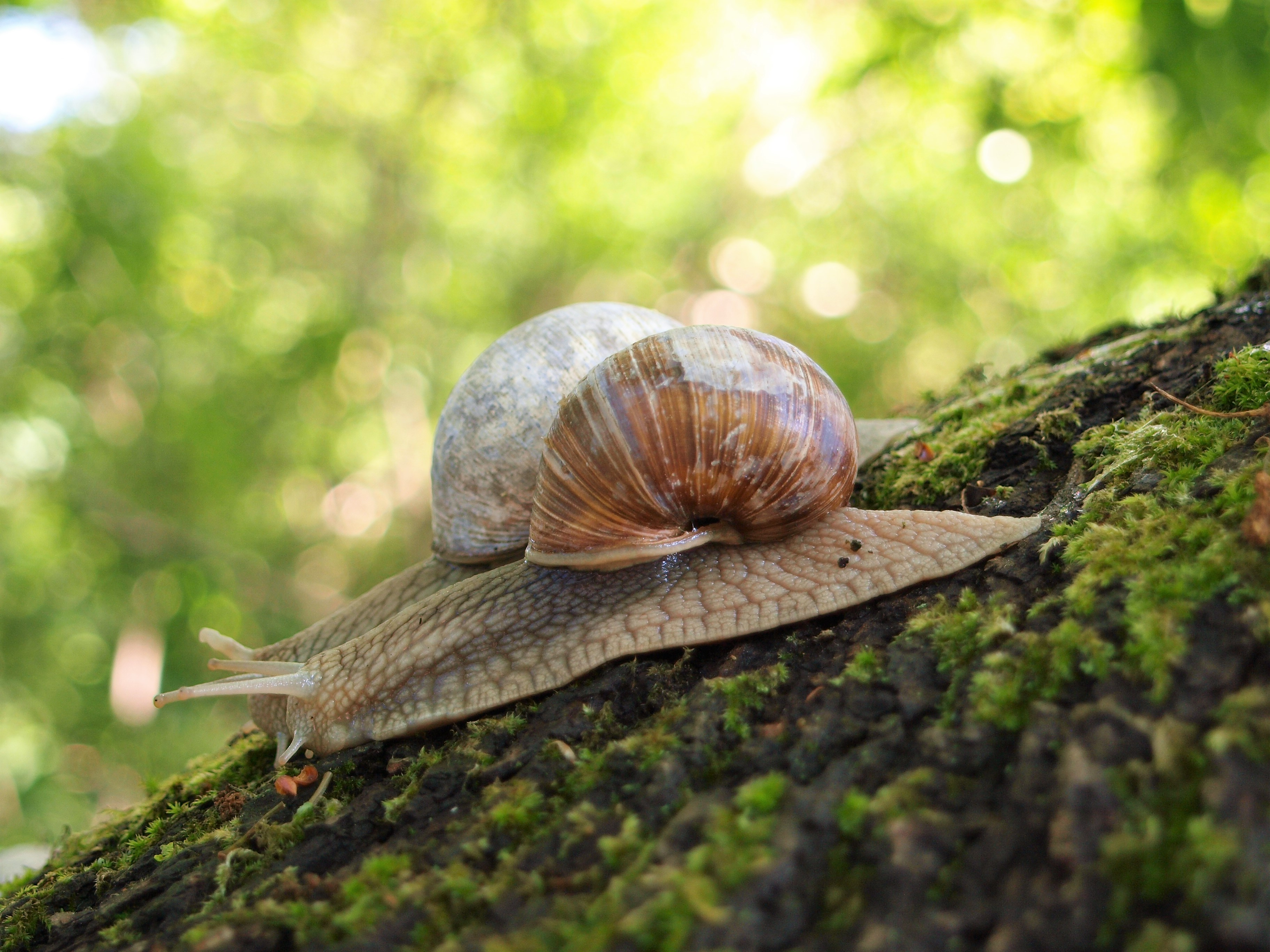
Deze "race" gaat heuvelafwaarts

Een slakkenrace is een kruipwedstrijd tussen landslakken.
Hoewel het een humoristische ondertoon heeft, wordt er sinds de jaren 1960 zowel in het Franse Lagardere en in het Engelse Congham, Norfolk concurrerende wereldkampioenschappen slakkenracen gehouden. De populariteit van dit spel heeft zich sindsdien verspreid naar elders in de wereld en met name Engelse pubs.

## Parcours
Er bestaan diverse parcourstypen. Het oudste parcours bij slakkenracen bestond uit rechte banen. Omdat de richting waarin de slak zich voortbeweegt op dit parcours niet gecontroleerd kan worden, zijn er alternatieve parcours ontwikkeld.

### Arena
Het bekendste model is mogelijk het parcours in de vorm van een cirkelvormige arena, waar de slakken in het midden hun startpositie innemen. Van daaruit kruipen ze naar de buitenste rand van de arena, ongeacht hun centrale vertrekpositie. Ter stimulatie van de slakken wordt aantrekkelijk voedsel aan de buitenkant van de arena verspreid. De arena kan ter verdere stimulatie ook licht kegelvormig zijn, met het middelpunt het laagst, waardoor de slakken omhoog - hun natuurlijke instinct is omhoog te gaan - richting de buitenste rand kruipen.

### Cagouillodrome
In de 'cagouillodrome', gebruikt tijdens het CittaSlow-festival van het Franse Loix, moeten de slakken op hoogte over smalle balken van een meter lang naar de finish racen. In het eveneens Franse Saint-Germain-De-Marencennes en Saint-Claud wordt ook de cagouillodrome gebruikt.

### Paalparcours
In het Belgische Rocourt, nabij Luik, en in het Franse Cohons, Haute-Marne, worden alternatieve wereldkampioenschappen op een 'paaltjesparcours' gehouden: in dit type race moeten de slakken paalracen, ofwel een vertikaal traject van 42,192 cm naar boven afleggen. Deze methode zou het best tegenmoet komen aan de natuurlijke neiging van slakken naar boven te bewegen, waarbij de paaltjes impliciet voorkomen dat de slakken van hun baan afwijken. Het snelheidsrecord op een paalparcours, in Cohons, dateert uit 2014 en staat op 2 minuten en 47 seconden.

## Wereldkampioenschap
Sinds de jaren 1960 worden zowel in het Engelse Congham, Norfolk, en in het Franse Lagardere concurrerende wereldkampioenschappen slakkenracen gehouden.

### Lagardere
De oudste is die van Lagardere, waar de officieuze wereldkampioenschappen sinds 1965 gehouden worden. Het parcours voor deze kampioenschap is een cirkelvormige arena met een afstand van 52 centimeter tussen de startcirkel in het midden en de finishlijn ofwel buitenrand van de arena.

### Congham
De initiator van het wereldkampioenschap slakkenracen in Congham was geïnspireerd door slakkenwedstrijden die hij in Frankrijk gezien had. Hij zette de eerste officieuze wereldkampioenschap slakkenracen laat in de jaren 1960 op als een ludieke inzamelactie voor de lokale kerk. Schijnbaar sloeg het aan, want sinds 1970 is het wereldkampioenschap een jaarlijks terugkerend evenement in Congham.
Het parcours voor deze kampioenschap is eveneens een cirkelvormige arena maar met een afstand van drieëndertig centimeter (13 inch) tussen de startcirkel en de finishlijn.
Sinds 1999 is daar Ready, Steady, Slow het traditionele startschot geworden.
Het wereldrecord staat op naam van Archie, een segrijnslak die tijdens het wereldkampioenschap van 1995 het parcours in precies twee minuten doorkruiste. Dat was met een snelheid van 9,9 meter per uur, een wedstrijdrecord dat anno 2022 nog steeds ongebroken is. Ter vergelijking, de slak Eddie Irvine won het wereldkampioenschap van 2000, maar deed dat in vier minuten en vier seconden.

## Varia
In Brighton werd in 1969 een slakkenrace gehouden om geld te werven voor Shelter, een Engelse liefdadigheidsorganisatie voor daklozen. Aan deze race nam de toen veertienjarige Christopher Hudson deel.